# Голубка (фильм, 1978)
«Голубка» — советский четырёхсерийный телевизионный фильм, снятый в 1978 году по мотивам одноимённого романа Анатолия Приставкина. Премьерный показ состоялся с 16 по 19 мая 1978 года по Первой программе ЦТ.

## Сюжет
Вместе со своими однокурсниками выпускница МИСИ Женя Голубева по прозвищу Голубка уезжает на строительство сибирской ГЭС. Молодым гидростроителям придётся встретиться не только с трудностями профессии, но и с личными проблемами. Любовь Жени к Гене завершится трагедией…

## В ролях
- Елена Проклова — Женя Голубева
- Олег Мартьянов — Виктор Смирнов, инструктор горкома комсомола
- Игорь Янковский — Гена Мухин, инженер
- Владимир Тихонов — Сева Рахманов, инженер
- Ольга Науменко — Вера
- Нина Маслова — Нина
- Наталья Гурзо — Рита, «пресс-секретарь»
- Сергей Гурзо — Слава Солуянов
- Пётр Вельяминов — Иван Акимович Шаров, начальник строительства
- Геннадий Корольков — Александр Чуркин, секретарь горкома комсомола
- Анатолий Кузнецов — Игорь Дмитриевич Рябинин, парторг
- Николай Волков  (младший) — Усольцев, редактор многотиражки
- Нина Ильина — Маша, жена Мухина
- Сергей Яковлев — Голубев Василий Иванович, отец Жени
- Светлана Коновалова — мама Жени
- Лев Фричинский — капитан милиции Назаров
- Анатолий Соловьёв — Тарасенко Фёдор Васильевич, прораб
- Даниил Нетребин — Филипп Иванович Сахно, прораб
- Клавдия Хабарова — жена Сахно
- Роман Фертман — Рувим Моисеевич Елинсон
- Валентина Телегина — Матрёна, вахтёр общежития
- Игорь Кашинцев — Николай Николаевич, начальник канцелярии
- Максим Мунзук — гость на свадьбе
- Валентина Ушакова — гостья на свадьбе
- Эдуард Бредун — сплавщик
- Александра Харитонова — врач
- Григорий Шпигель — врач в санатории

## Съёмочная группа
- Автор сценария: Леонид Агранович, Анатолий Приставкин при участии Владимира Назарова
- Режиссёр: Владимир Назаров
- Оператор: Юрий Гантман
- Художники-постановщики: Михаил Богданов, Пётр Веременко, Георгий Кошелев
- Звукорежиссёр: Александр Погосян
- Монтаж: Лидия Милиоти

## Музыка и песни
- Композитор: Геннадий Гладков
- Текст песен: Евгений Долматовский

Также в ходе сюжета герои фильма танцуют под пластинки с записями песен зарубежных исполнителей:
- «Mamy Blue»
- «I Feel Love» Донны Саммер

## Технические данные
- Цветной

## Литературная основа
Фильм снят по мотивам одноимённого романа Анатолия Приставкина. Но фильм сильно отличается от романа, писатель требовал снять его имя с титров.
Роман был впервые напечатан в журнале «Знамя» № 3-6 за 1967 год и в том же году издан отдельной книгой в издательстве «Молодая гвардия» Писатель так определил его героиню:

… Мне близки те самые донкихоты. … Сейчас я окончил роман «Голубка», и там главная героиня девушка из породы тех же людей. В них я вижу смысл нашей жизни, в таких вот странных, отрешенных, непрактичных, отдающих жизнь за свою идею.— автор романа Анатолий Приставкин

## Съёмки
Съёмки фильма происходили на Саяно-Шушенской ГЭС; сплав на плотах снимался на реке Енисей, при этом актриса Елена Проклова отказалась от дублёра.

## Критика
Современной фильму критикой он был оценен как неудачный:

Телевизионный фильм «Голубка» оказался неудачей. Несмотря на обилие внешнего действия, в нём, по сути, мало что происходит. Сюжетные связи рвутся и путаются, в искусственных обстоятельствах молодые актёры слишком стараются держаться естественно, и эти старания скрыть не удалось. Главная героиня выглядит как фотография в газете при плохой печати — овал лица виден, однако черты его определить трудно.— журнал «Аврора», 1979 год
Исполнительница главной роли актриса Елена Проклова, при всех недостатках по её определению «примитивного» сценария, называла роль и свою героиню одной из своих любимых:

Женя Голубкина из телефильма «Голубка»… Эту роль я люблю, хотя в целом фильм получился слабый — из-за драматургии.
Автор экранизируемого фильмом романа писатель Анатолий Приставкин на замечание интервьюера журнала «Советский экран», что «картина, мягко говоря, неважная», соглашаясь с такой оценкой ответил, что сценарий был кардинально изменён режиссёром, резко негативно высказавшись об этом:

Очень плохая картина. В романе было личное, пережитое, а фильм Назарова … Ну, что делать? Был хороший сценарий. А режиссёр положил его себе под задницу и сочинил сценарий заново. Совершенно графоманский. Протестовали, просили снять имена из титров целый скандал был. … Ни Леночка Проклова, никто не могли вытянуть эту картину…